# Zjeljava
Zjeljava (bulgariska: Желява) är ett distrikt i Bulgarien.   Det ligger i kommunen Stolitjna Obsjtina och regionen Sofija-grad, i den västra delen av landet, 23 km öster om huvudstaden Sofia.
I omgivningarna runt Zjeljava växer i huvudsak blandskog. Runt Zjeljava är det tätbefolkat, med 308 invånare per kvadratkilometer.